# ブルックリン・グラディエイターズ
ブルックリン・グラディエイターズ（Brooklyn Gladiators）は、1890年にアメリカ合衆国ニューヨーク市ブルックリンを本拠地として、アメリカン・アソシエーションに加盟していたプロ野球チーム。

## 球団史
1889年シーズン終了後、ブルックリンを本拠地としていたブライドグルームス（現ロサンゼルス・ドジャース）がナショナルリーグへ移ったことがきっかけで、新たにブルックリンを本拠地とする球団として、1890年にアメリカン・アソシエーションに参加したが、同年のチーム打率は.221、チーム防御率は4.71と共に振るわず、成績は大きく落ち込んだ。チームは8月10日から14連敗を喫し、連敗脱出できないまま8月25日の試合を最後に破綻した。

## 戦績
| 年度   | リーグ | 試合 | 勝利 | 敗戦 | 勝率 | 順位 | 監督           | 本拠地                                                 |
| ------ | ------ | ---- | ---- | ---- | ---- | ---- | -------------- | ------------------------------------------------------ |
| 1890年 | AA     | 100  | 26   | 73   | .263 | 9位  | ジム・ケネディ | Ridgewood Park II Polo Grounds III Long Island Grounds |

## 所属した主な選手
- ビリー・オブライエン：ブルックリンでは打率.278、打点67。メジャーの経歴は1890年が最後。
- エド・デイリー：通算66勝70敗。1885年に26勝したがその後は振るわず。

## 主な球団記録
打撃記録
- 通算安打数：108（ビリー・オブライエン）
- 通算本塁打：4（ビリー・オブライエン）
- 通算打点数：67（ビリー・オブライエン）
- 通算盗塁数：49（エド・デイリー）
- サイクル安打：1890年7月18日（ジャンボ・デービス）

投手記録
- 通算勝利数：10（エド・デイリー）
- 通算奪三振：82（エド・デイリー）